# Cypholophus coeruleus
Cypholophus coeruleus är en nässelväxtart som först beskrevs av Carl Ludwig von Blume, och fick sitt nu gällande namn av Hugh Algernon Weddell. Cypholophus coeruleus ingår i släktet Cypholophus och familjen nässelväxter. Inga underarter finns listade i Catalogue of Life.